# Langouet
Langouet (auch Langouët, bretonisch: Langoed) ist eine französische Gemeinde mit 610 Einwohnern (Stand: 1. Januar 2022) im Département Ille-et-Vilaine in der Region Bretagne; sie gehört zum Arrondissement Rennes und zum Kanton Melesse. Die Einwohner werden Langouëtiens genannt.

## Geographie
Langouet liegt etwa 18 Kilometer nordnordwestlich von Rennes am Fluss Flume. Umgeben wird Langouet von den Nachbargemeinden Saint-Gondran im Norden, Saint-Symphorien bzw. Hédé-Bazouges im Nordosten, Vignoc im Osten, Gévezé im Süden, Langan im Südwesten und Westen sowie La Chapelle-Chaussée im Westen und Nordwesten.

## Bevölkerungsentwicklung
| Jahr                       | 1962 | 1968 | 1975 | 1982 | 1990 | 1999 | 2006 | 2013 | 2020 |
| Einwohner                  | 257  | 278  | 317  | 418  | 454  | 537  | 543  | 596  | 610  |
| Quellen: Cassini und INSEE |      |      |      |      |      |      |      |      |      |

## Sehenswürdigkeiten
- Kirche Saint-Armel, Monument historique

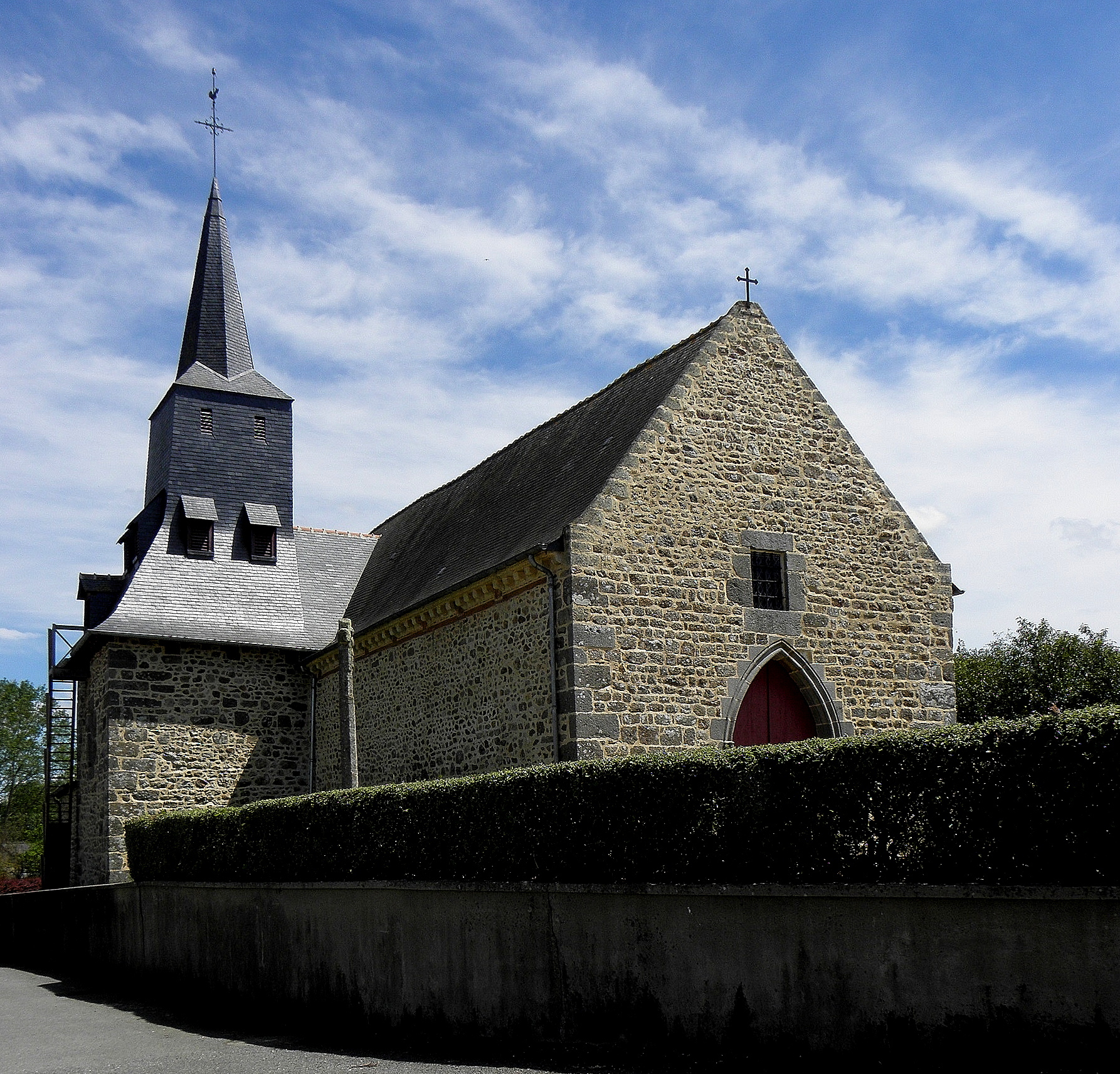
Kirche Saint-Armel